# Achélia
Achélia (grec moderne : Αχέλεια) est un village chypriote situé dans le district de Paphos et comptant 145 habitants.